# Boskär, Oskarshamns kommun
Boskär är en ö belägen i Oskarshamns kommun i  Småland. Ön är obebodd och har en högsta höjd av 12 meter över havet.

## Historik
Landhöjningen gjorde att Boskär började sticka upp över havets yta omkring 1800 f. Kr.
Två stenlabyrinter finns på ön. Den norra labyrinten tros ha lagts redan på medeltiden. Den är idag svår att upptäcka på grund av att den är överbeväxt och delvis förstörd. Den sydliga labyrinten är av nyare datum och tros ha lagts ut i början av 1900-talet.
Boskär har sannolikt, på grund av sitt utsatta läge i ytterskärgården, sällan varit bebodd. Födelseboken visar dock att det troligen funnits en familj bosatt på ön omkring år 1700. Även ännu existerande murningar tyder på detta.

## Läge och natur
Boskär är belägen i norra delen av Oskarshamns kommun, närmare bestämt cirka två sjömil (3,7 kilometer) sydost om Vinös yttersta spets. Ön ingår i det större naturreservatet Misterhults skärgård som i sin tur utgör en del av Oskarshamns skärgård.
På öns inre delar finner man bland annat tall, idegran och björnbärssnår. För att ligga i ytterskärgården har ön ett ovanligt tätt och högväxt skogsbestånd. Mot havet till i öster finns inslag av morän och blockmark. I väster finner man strandängar och släta berghällar av granit. Öns högsta punkt ligger 12 meter över havet.
Skärgården söder och sydost om ön består av ett större antal grynnor, kobbar och skär, medan man kring öns norra udde finner lite friare vatten.